# برج بالتیمور
برج بالتیمور (انگلیسی: Baltimore Tower) ساختمان مسکونی ۴۵ طبقه مستقر در شهر لندن، بریتانیا است، که در سال ۲۰۱۷ احداث گردید.